# 诸韵颖
诸韵颖（1978年1月15日—），中国女子排球运动员。她在1996年夏季奥林匹克运动会中，参加了女子排球比赛并获得银牌。她也参加了2000年夏季奥林匹克运动会。